# Synegia esther
Synegia esther är en fjärilsart som beskrevs av Butler 1881. Synegia esther ingår i släktet Synegia och familjen mätare. Inga underarter finns listade i Catalogue of Life.